# Sentinel-3
Sentinel-3 est une série de satellites d'observation de la Terre de l'Agence spatiale européenne développée dans le cadre du programme Copernicus. L'objectif du programme est de fournir aux pays européens des données complètes et actualisées leur permettant d'assurer le contrôle et la surveillance de l'environnement. Les satellites Sentinel-3 constituent une des composantes spatiales de ce programme qui comprend également notamment les Sentinel-1 (observation radar tout temps) et Sentinel-2 (observation optique haute résolution). Les Sentinel-3 doivent mesurer en particulier des grandeurs caractérisant les processus dynamiques affectant les océans : hauteur des vagues des océans, vitesse des vents, température des océans et leur couleur, reflet du processus de photosynthèse.   
Le satellite Sentinel-3 d'une masse de 1,2 tonne emporte quatre instruments. Ils doivent, en configuration opérationnelle, circuler par paire sur une orbite héliosynchrone pour permettre un recueil des données avec une périodicité de 1 à 2 jours. La configuration opérationnelle comprend deux satellites. Les deux premiers satellites de la série ont été lancés en 2016 et 2018.

## Contexte

Logo des satellites Sentinel-3.

Les satellites Sentinel-3 font partie du programme Copernicus financé par l'Union européenne qui comprend d'une part un volet spatial géré par l'Agence spatiale européenne d'autre part différents instruments au sol recueillant des données in situ au sol, le traitement des données ainsi que la restitution de celles-ci sous forme de services adaptés aux besoins des utilisateurs. L'objectif est de mettre à disposition des pays européens de manière normalisée et continue des informations sur le sol, les océans, le traitement de l'urgence, l'atmosphère, la sécurité et le changement climatique. Le programme est en cours de mise en place.
Le segment spatial du programme repose en 2015 sur les instruments de nombreux satellites européens aux caractéristiques hétérogènes dont le plus emblématique était ENVISAT qui a cessé ses opérations en 2012. Pour remplacer et normaliser le recueil des données l'Agence spatiale européenne a décidé de développer 7 familles de satellites ou d'instruments : 
- les satellites Sentinel-1 doivent fournir une imagerie radar tout-temps, jour et nuit, à des fins d'observation du sol et des océans. Sentinel-1A a été lancé le 3 avril 2014 et Sentinel-1B le 25 avril 2016.
- les satellites Sentinel-2 qui fournissent l'imagerie optique haute résolution permettant l'observation des sols (utilisation des sols, végétation, zones côtières, fleuves, etc.) ainsi que le traitement des situations d'urgence (catastrophes naturelles...). Sentinel-2A a été placé en orbite le 23 juin 2015 et Sentinel-2B le 7 mars 2017.
- les satellites Sentinel-3 doivent fournir la hauteur des vagues et la vitesse du vent, des données optiques et altimétrique sur les océans et continents. Le premier satellite Sentinel-3A a été placé en orbite le 16 février 2016 et le second Sentinel-3B le 27 avril 2018.
- Sentinel-4 est constitué par des instruments embarqués comme charge utile sur les satellites météorologiques géostationnaires Météosat de Troisième Génération (MTG) de EUMETSAT. Ils fournissent des données sur la composition de l'atmosphère. Le premier satellite devrait être lancé en 2023 à bord de la fusée Ariane 6.
- Sentinel-5 : ces instruments fournissent également des données sur la composition de l'atmosphère. Ils doivent être embarqués comme charge utile sur les satellites météorologiques polaires MetOp-SG de deuxième génération (EPS-SG) développés par EUMETSAT. Le premier satellite devrait être lancé en 2021.

## Objectifs
Au sein de la constellation Sentinel, les satellites Sentinel-3 doivent fournir les informations suivantes :
- fournir la hauteur des vagues et la vitesse du vent au-dessus des océans avec un niveau d'exactitude et de précision équivalent à ce que réalisait l'instrument RA-2 d'Envisat avec toutefois une extension des zones mesurées aux eaux côtières, à la glace de mer, aux rivières et à leurs affluents ainsi qu'aux lacs.
- déterminer la température des océans et  des eaux côtières avec un niveau d'exactitude et de précision équivalent à celui de l'instrument AASTR d'Envisat soit 0,3 kelvin et avec une résolution spatiale inférieure au kilomètre.
- mesurer le rayonnement en lumière visible et en proche infrarouge des océans, îles, eaux côtières avec une précision spatiale inférieure à 0,3 km soit un niveau de performance équivalent à celui de l'instrument MERIS d'Envisat et avec une périodicité de visite de 2 à 3 jours pour les océans et de 1 à 2 pour les terres, la banquise et les glaciers. Ces performances doivent être équivalentes à celles des instruments MERIS et AATSR d'Envisat et à l'instrument Vegetation du satellite SPOT.

## Caractéristiques techniques
Sentinel-3 est un satellite parallélépipédique de 3,7 m de long avec une section de dimension maximale de 2,2 x 2,2 m en position repliée. Sa masse au lancement est de 1 150 kg dont 130 kg d'hydrazine. Le satellite utilise une nouvelle plate-forme dérivée de celles des PRIMA de  Thales Alenia Space également utilisée pour la série Sentinel-1. La  plateforme est réalisée avec des panneaux en sandwich d'aluminium fixés sur une structure centrale de forme conique réalisée en polymère à renfort fibre de carbone. Hormis les roues de réaction, tous les équipements sont fixés sur les faces internes de l'enveloppe de la plateforme. La structure du satellite est modulaire et la charge utile est (sauf l’altimètre qui est encastré dans la plateforme) entièrement située dans un module externe fixé au sommet de la plateforme et de la structure conique qui reprend les efforts au lancement et dont la base porte le collier de fixation sur le lanceur. La structure modulaire permet d'effectuer son montage à part. Le satellite est stabilité 3 axes. La détermination de l'orientation est obtenue grâce à des viseurs d'étoiles multi-têtes complété par 8 capteurs solaires grossiers, de magnétomètres et un récepteur GPS à 24 canaux. Pour modifier son orientation, le satellite a recours à quatre roues de réaction, des magnéto-coupleurs pour désaturer celles-ci et à de petits propulseurs. Sentinel-3 utilise pour la première fois un gyroscope, baptisé SiREUS, reposant trois capteurs de types MEMS issus de l'industrie automobile et adaptés aux contraintes du spatial.  Un rétro réflecteur laser un récepteur DORIS sont également utilisés pour déterminer la position qui est connue avec une précision de 3 cm après retraitement des données collectées par l'ordinateur embarqué,,. 
Le système propulsif utilisé pour les corrections d'orbite, la maintenance et l'insertion sur l'orbite de fin de vie est constitué par 8 petits moteurs-fusées organisés en deux sous-ensembles de quatre. Les moteurs-fusées brûlent de l'hydrazine stocké dans un réservoir sphérique d'une capacité de 128 kg mis sous pression par de l'hélium. La pression peut être modulée entre 5,5 et 22 bars ce qui permet aux propulseurs de fournir une poussée comprise entre 0,356 et 1,45 Newton avec une impulsion spécifique respective de 205 et 221 secondes. Les panneaux solaires sont constitués de 2772 cellules photovoltaïques à l'arséniure de gallium triple jonction et ont une superficie de 10,5 m2. Les panneaux solaires sont assemblés en une aile unique déployée en orbite et dont l'axe est incliné de 30° par rapport au satellite pour optimiser l'exposition au Soleil. L'aile, orientable avec un degré de liberté, fournit 2,1 kW en début de vie alors que la consommation moyenne est de 1,4 kW. L'énergie est stockée dans deux batteries lithium-ion d'une capacité de 168 ampères-heures. Pour stocker les données collectées le satellite dispose de deux mémoires de masse d'une capacité totale  de 384 gigabits (une journée de données représente 170 gigabits). Une troisième unité de stockage de secours a une capacité de 192 gigabits. Les échanges de données se font en bande X avec un débit effectif de 2 x 280 mégabits par seconde. Les commandes et paramètres de fonctionnement du satellite sont transmis en bande S avec un débit de 64 kilobits pour la voie montante et de 1 mégabits pour la voie descendante. Le satellite est conçu pour une durée de vie minimale de 7,25 ans avec un objectif de 12 ans. Le contrôle thermique est assuré à la fois par des systèmes passifs (revêtements isolants) et actifs. Des résistances chauffantes maintiennent la température de certains équipements tandis qu'un circuit d'ammoniac évacue la chaleur excédentaire en utilisant des radiateurs situés sur les faces du satellite tournés ni vers la Terre ni vers le Soleil,,.

### Instruments scientifiques
| Instrument | Type                 | Principales caractéristiques              | Résolution                                                                         | Masse  | Fournisseur principal          |
| ---------- | -------------------- | ----------------------------------------- | ---------------------------------------------------------------------------------- | ------ | ------------------------------ |
| OLCI       | Spectromètre imageur | 21 bandes spectrales entre 400 et 1020 nm | Fauchée : 1 270 km Résolution spatiale : 300 mètres Résolution spectrale : 1,25 nm | 150 kg | Thales Alenia Space (Espagne)  |
| SLSTR      | Radiomètre imageur   |                                           | Fauchée : entre 740 et 1 400 km Résolution spatiale : entre 0,4 et 1 km            | 150 kg | Selex Galileo (Italie)         |
| SRAL       | Radar altimètre      | Bande C et Ku                             | Fauchée : ? Précision altimétrique : 3 cm                                          | 62 kg  | Thales Alenia Space (Toulouse) |

#### OLCI
OLCI (Ocean and Land Color Instrument) est un instrument optique destiné à mesurer dans différentes bandes spectrales (appelées plus communément dans le contexte couleurs) des océans et des Terres émergées pour assurer notamment une surveillance de l’état des océans (courant, vie marine…) et des zones côtières (pollution, courant…). Cet instrument permettra une meilleure prévision des changements et une meilleure gestion de ses ressources. C’est une version évoluée du spectromètre imageur MERIS qui volait sur le satellite d'observation de la Terre européen Envisat. Il assure  donc la continuité des données, avec cependant, des performances supérieures. Il en aura la même résolution (300 m) mais sa fauchée est plus large (1 250 km) et il est capable de distinguer 21 couleurs , contre 15 pour MERIS. Au-dessus des Terres, ces données permettront aux scientifiques de déterminer des paramètres géophysiques de la surface, de classifier des zones (par exemple forêt, désert, zone brûlée, cultivée, inondée etc.) et d'en surveiller leur étendue et leur évolution. Au-dessus des mers, la mesure de la couleur permet de déterminer la présence de certains constituants, comme la concentration en plancton, la présence de chlorophylle dans l'eau, le transport de sédiments, la présence de pollution et d'autres paramètres encore,.
OLCI est un spectromètre imageur avec un champ de vue qui s'étend sur 68,6 degrés, transversalement à la trace au sol du satellite. Il est couvert par 5 caméras élémentaires qui sont disposées en éventail dans un plan vertical perpendiculaire au vecteur vitesse du satellite (à la direction de déplacement du satellite). Chaque caméra à un champ de vue de 14,2 degrés.Les 6 bandes supplémentaires d’OLCI, réparties dans toute la bande spectrale entre 390 et 1040 nm, permettront d’améliorer la qualité des mesures en apportant des corrections atmosphériques plus fines. À la différence de MERIS, le champ de vue d’OLCI est décalé vers l’ouest de 12,6 degrés de façon à éviter les phénomènes de réflexion du Soleil sur la mer, qui perturbent beaucoup les images d’Envisat,.

#### SLSTR
SLSTR (Sea and Land Surface Temperature Radiometer) est un deuxième instrument optique destiné à la mesure de la température de surface des océans et des Terres émergées. Cet instrument surveillera l’impact de l’évolution du climat sur la température des océans et améliorera les prévisions météorologiques grâce à une meilleure compréhension du couplage océan/atmosphère. La mise en commun des données récoltées par ces 2 instruments permettra une surveillance globale de la végétation afin de définir son état et mieux gérer son développement. Cette mission avait été initiée par l’instrument Végétation, installé sur des satellites SPOT développé par Aerospatiale, maintenant, Thales Alenia Space, dans les années 1990. Il s’agit d’une version évoluée du radiomètre AATSR qui volait sur Envisat,.
SLSTR est un radiomètre infrarouge à double visée. Son rôle est de mesurer avec une très grande précision la température de surface des océans et des Terres émergées. Il a une fauchée très large de 1 400 kilomètres et peut couvrir la Terre en à peu près 2 jours. Il peut obtenir une cartographie des températures de l'océan avec une précision extrême de 0,1 degré. SLSTR regarde sous le satellite et à l'arrière. La même zone est ainsi observée sous deux angles différents ce qui permet aux scientifiques - en combinant les deux images - de corriger les effets perturbateurs de l'atmosphère et d'obtenir des mesures très précises de la température. Ces mesures continues et couvrant l'ensemble des océans, sont alors utilisées par les météorologues et les climatologues dans leurs prévisions à court ou long terme. SLSTR comporte 9 canaux dans le visible et l’infrarouge (3 dans le visible et le proche infrarouge, 3 dans l’infrarouge SW et 3 dans l’infrarouge MW). C’est deux de plus que pour l’AATSR qui en comporte 7. L’ensemble des bandes spectrales couvrent le domaine de 0,556 µm à 12,5 µm. De façon à garantir l’exactitude des mesures radiométriques, les détecteurs infrarouges de SLSTR seront refroidis en permanence de façon que leur température reste stable à quelque 80 kelvins,.

#### SRAL
SRAL (Sar Radar Altimeter) est un radar altimètre, l’instrument principal de la mission topographique de Sentinel-3 dont l’objectif est de fournir des données opérationnelles non seulement sur le plein océan mais aussi sur les zones côtières, les glaces ou encore sur les eaux continentales comme les lacs et rivières.
SRAL est une version évoluée d’altimètre qui intègre la plupart des fonctionnalités de SIRAL-2, l'instrument scientifique principal du satellite CryoSat-2 lancé en 2010 et de l'altimètre Poséidon-3 embarqué sur le satellite Jason-2. Il intègre notamment le mode « SAR – haute résolution » de SIRAL-2 ainsi que les derniers algorithmes de poursuite de terrain dits « en boucle ouverte » de Poseidon-3 ce qui lui confère une grande souplesse d’emploi et autorise une augmentation significative des zones accessibles à la mesure. À l’image de Poseidon-3, le SRAL est bi-fréquence : il émet séquentiellement des impulsions en bande Ku et en bande C ce qui permet d’estimer le retard de propagation des ondes radiofréquences dans l’ionosphère et d’améliorer ainsi la connaissance des distances. L'instrument utilise une antenne parabolique fixe de 1,2 mètre de diamètre qui fournit un gain de 41,5 dBi en bande Ka et de 31,6 dBi en bande C. L'instrument a une masse de 62 kg,.
Son rôle est de déterminer avec une très grande précision la distance entre le satellite et la surface d’intérêt, afin de déduire la hauteur (ou la variation de hauteur) de cette dernière. À titre d’exemple, les variations locales de hauteurs des océans peuvent atteindre plusieurs mètres. La précision visée est de l’ordre du centimètre, ce qui représente une performance remarquable pour une mesure prise à partir d’une orbite à 815 km. À long terme, l’analyse de ses données (calibrées, moyennées et comparées à celles issues d’autres missions…) va aussi permettre de mettre en évidence les évolutions du niveau moyen des mers voisines du millimètre ce qui en fait un outil particulièrement bien adapté au suivi de l’impact du réchauffement climatique. Cet instrument fournit également d'autres types de mesures, qui sont destinées aux météorologues, comme la hauteur des vagues ou l'intensité des vents à la surface de la mer de façon à améliorer la qualité des prédictions marines et à mieux anticiper les évolutions de certains phénomènes météorologiques extrêmes comme les cyclones tropicaux,.

#### MWR
MWR (Microwave Radiometer) est un radiomètre micro-onde fonctionnant sur les canaux 23,8  et  36,5 GHz en couvrant une bande spectrale de 200 MHZ dans chaque canal. L'instrument qui a une masse de 24,2 kg est fourni par Airbus DS-CASA Espacio (Madrid). La fonction du radiomètre consiste à mesurer la quantité d'eau dans l'atmosphère traversée par les échos radar de SRAL et d’apporter une correction à ces mesures. En effet, la vapeur d'eau ou l’eau en suspension dans l’atmosphère, ralentit les ondes électromagnétiques. Ce phénomène peut être interprété comme un rallongement de la distance entre le satellite et la surface et donc dégrader la précision des mesures de l’altimètre, ce qui est évité avec le MWR. De telles corrections sont seulement possibles au-dessus de l’océan, car le bruit de fond y est stable, ce qui constitue une condition nécessaire pour la mesure du bruit émis par l’atmosphère et liée à la quantité d’eau. A contrario, au-dessus des surfaces de glace et de terre où les mesures de MWR ne peuvent pas être employées, les corrections seront basées sur des modèles et des données météorologiques globales de l’humidité atmosphérique,.
Cet instrument permet de mesurer la topographie de la surface des océans avec un niveau de qualité équivalent aux données fournies par les altimètres à bord d’Envisat. La mission couvrira également une topographie des glaces et de la surface des océans aux abords des zones côtières. Ces mesures permettront en outre de mieux surveiller l’impact des changements climatiques (fonte des glaces, montée du niveau de la mer…), d’améliorer la sécurité maritime ainsi que les prévisions météorologiques par une meilleure compréhension du couplage océan/atmosphère. Compte tenu de la largeur limitée du champ de prise de vues, le deuxième satellite de la série Sentinel-3B, est utilisé pour disposer de la couverture du globe en deux jours au lieu de quatre,.

## Développement des satellites

### Choix du constructeur
Les satellites Sentinel-3 sont réalisés par Thales Alenia Space, dans l'établissement de Cannes, à la suite d'un contrat de 305 M€, signé le 14 avril 2008  pour une mission d'océanographie ainsi que de surveillance de la végétation sur les terres émergées, un lancement prévu en 2013/2014,; et 2016 pour Sentinel-3B avec Vega. Fin 2009  Thales Alenia Space et l’Agence Spatiale Européenne finalisent le cadre contractuel de la phase C/D. La date de la « revue finale d’acceptation » (le satellite déclaré prêt pour le lancement) est fixée à décembre 2012 pour un lancement prévu au premier semestre 2013, en fonction notamment de la disponibilité du lanceur Vega. Les revues de définition préliminaire des différents éléments du satellite (la plateforme, les équipements, les instruments) sont terminées, ainsi que les premières revues de définition détaillée de certains équipements du satellite. Celles des instruments auront lieu courant 2010.

### Sélection de sous-contractants
Dans le cadre du programme GMES (Global Monitoring for Environment and Security), un contrat est attribué à Thales Alenia Space en décembre 2009, pour un montant estimé à 270 millions d’euros, par l’Agence spatiale européenne (ESA) pour la réalisation d'un deuxième exemplaire (Sentinel-3B)  ainsi que de Sentinel-1B. La réalisation de Sentinel-3B sur ses sites français et italien débute en mars 2010. En avril 2010, CLS (Collecte Localisation Satellites) est choisie par Thales Alenia Space pour expertiser la partie altimétrique de la mission. CLS sera chargée de la définition et du prototypage des algorithmes de traitement des instruments associées à cette mission principalement les deux instruments micro-ondes de la charge utile topographique (SRAL et MWR). En avril 2010 également, ACRI-ST, une société de R&D basée à Sophia Antipolis est retenue pour l’expertise couleur et surface de la mission, de la définition des algorithmes de traitement de OLCI et le prototypage de tous les algorithmes de deux instruments optiques (OLCI et SLSTR).

### Commande de deux satellites supplémentaires
En février 2016 l'Agence spatiale européenne passe commande auprès de Thales Alenia Space de deux nouveaux exemplaires du satellite  pour un montant de 450 millions €. Ces deux exemplaires doivent prendre la suite des satellites en cours de réalisation de manière à assurer la continuité du programme Copernicus jusqu'en 2030. 

## Déroulement des missions
Les satellites Sentinel-3 en configuration opérationnelle circulent par paire pour garantir une fréquence de visite suffisamment rapprochée : moins de 2 jours pour l'instrument OLCI et moins d'un jour à l'équateur pour l'instrument SLSTR. L'orbite héliosynchrone retenue fait passer les satellites au-dessus du nœud descendant à 10 heures locales.  

### Lancements
Sentinel-3A est lancé le 16 février 2016 à 17h57 GMT par la fusée Rockot depuis le cosmodrome de Plessetsk. Sentinel-3B est placé en orbite le 25 avril 2018 par un lanceur Rockot.
| Satellite | Date lancement  | Base de lancement | Lanceur | Identifiant Cospar | Statut       |
| --------- | --------------- | ----------------- | ------- | ------------------ | ------------ |
| 3A        | 16 février 2016 | Plessetsk         | Rockot  | 2016-011A          | Opérationnel |
| 3B        | 25 avril 2018   | Plessetsk         | Rockot  | 2018-039A          | Opérationnel |
| 3C        | vers 2024-2025  | Kourou            | Vega-C  |                    |              |
| 3D        | après 2025      | Kourou            | Vega-C  |                    |              |

## Galerie

Données et images collectées par Sentinel 3
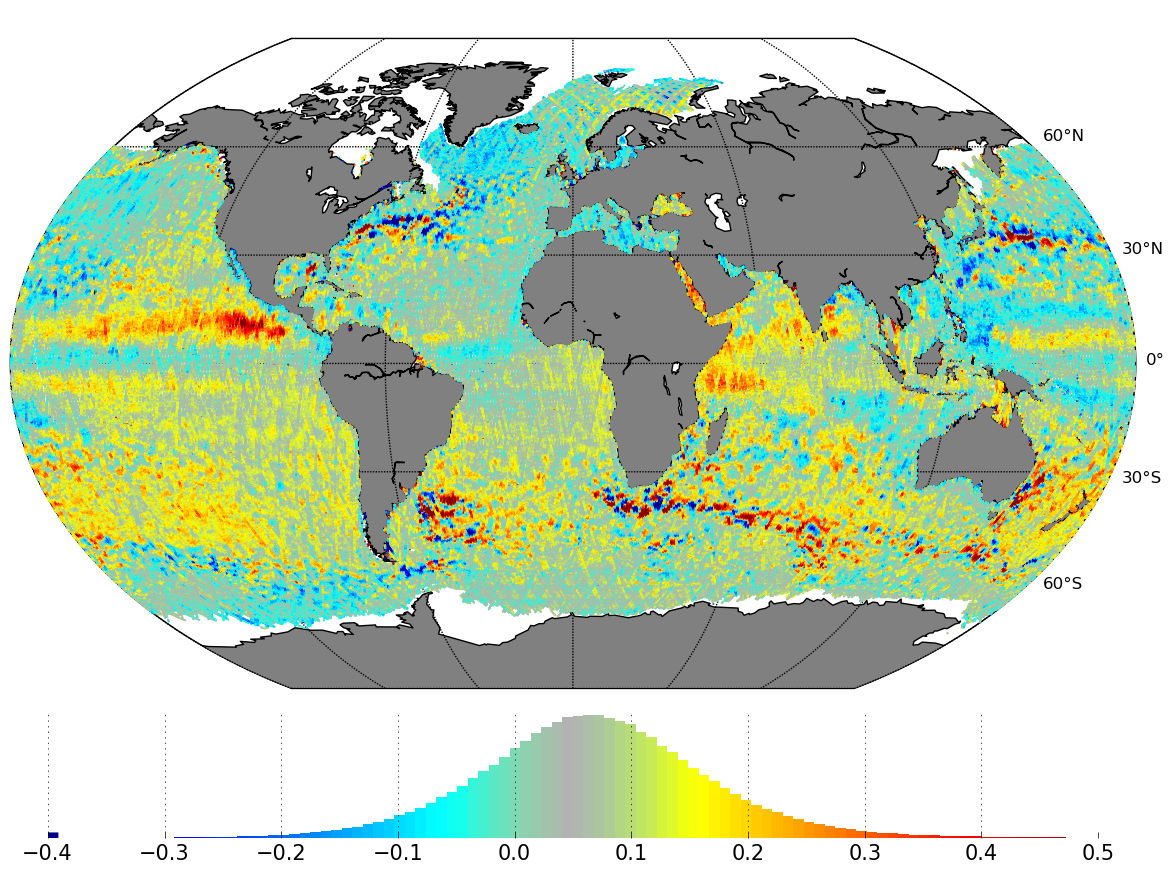
Variation du niveau des océans par rapport au niveau moyen au cours du mois de mars 2016.
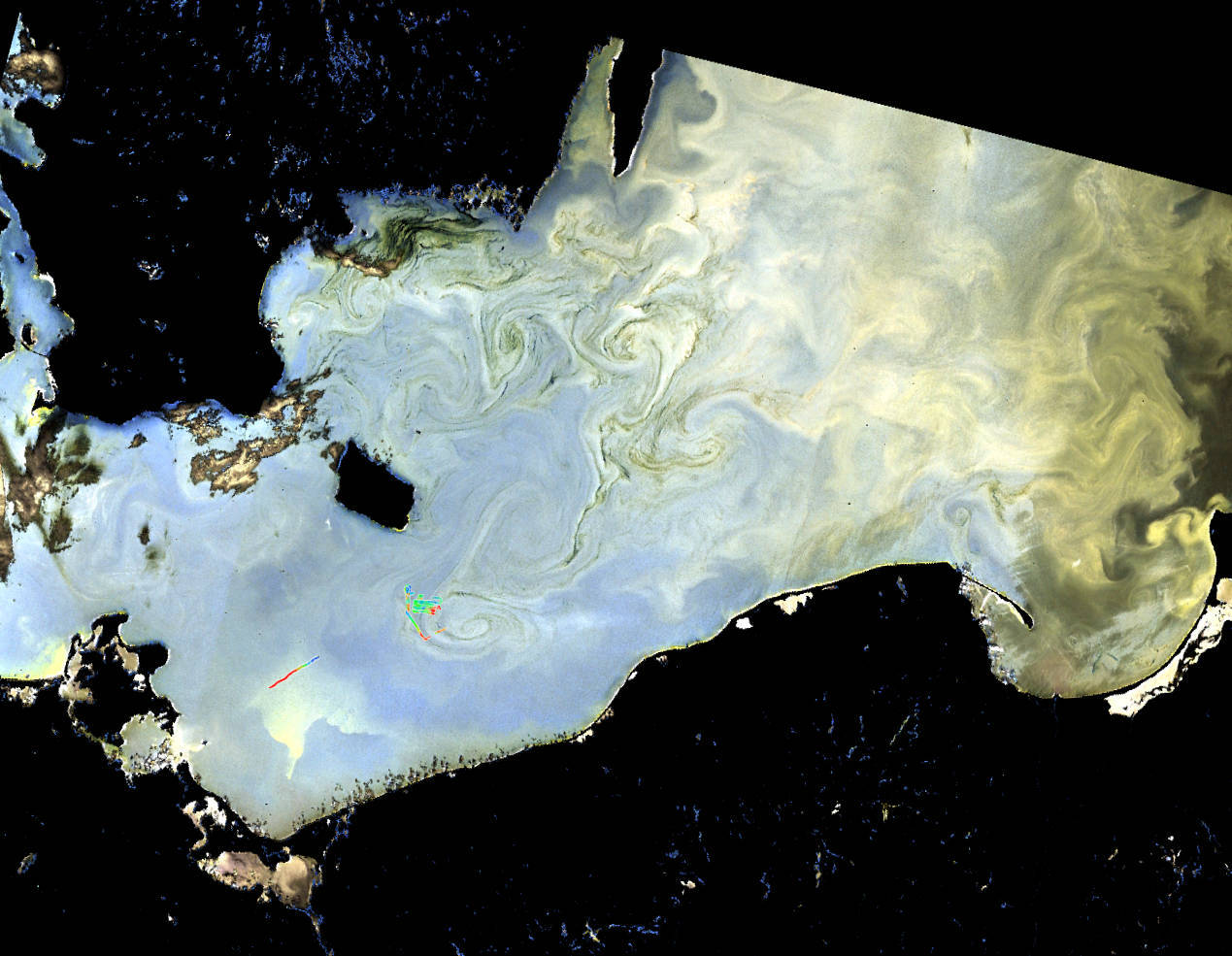
Les algues en mer Baltique.
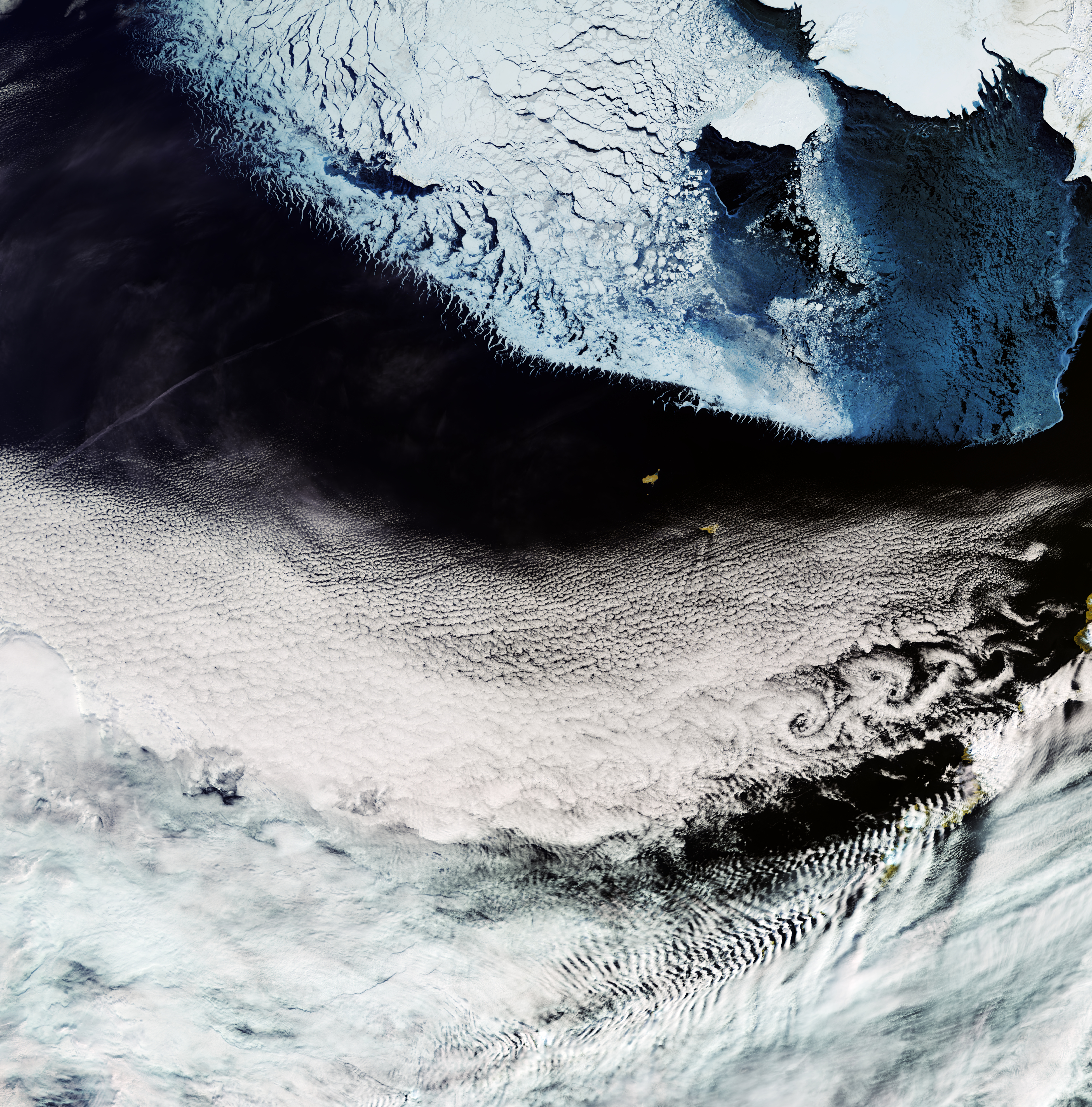
La mer de Béring.

## Principaux résultats des missions
- Lors de la période caniculaire de 2019, les satellites Sentinel-3 détectent plus de 4 000 incendies de forêts[22].

### Documents de référence
- (en) Mark R. Drinkwater  &  Helge Rebhan, Sentinel-3 : Mission Requirements   Document, ESA, 19 février 2007, 67 p. (lire en ligne)Cahier des charges des satellites Sentinel-3
- (en) Craig Donlon, Sentinel-3 Mission Requirements Traceability Document (MRTD), ESA, février 2011, 234 p. (lire en ligne)Cahier des charges détaillé des satellites Sentinel-3
- (en) Craig Donlon, Sentinel-3 : ESA’s Global land and Ocean Mission for GMeS Operational services, ESA, octobre 2012, 98 p. (lire en ligne)Présentation détaillée de la mission, des équipements et des charges utiles des satellites Sentinel-3